# Porphyrosela
Porphyrosela is een geslacht van nachtvlinders uit de familie Gracillariidae, de mineermotten.
Het geslacht bestaat uit de volgende soorten:
- Porphyrosela aglaozona (Meyrick, 1883)
- Porphyrosela alternata Kumata, 1993
- Porphyrosela desmodiella (Clemens, 1859)
- Porphyrosela desmodivora de Prins, 2012
- Porphyrosela dismochrysa (Lower, 1897)
- Porphyrosela dorinda (Meyrick, 1912)
- Porphyrosela gautengi de Prins, 2012
- Porphyrosela hardenbergiella (Wise, 1957)
- Porphyrosela homotropha Vári, 1963
- Porphyrosela minuta Clarke, 1953
- Porphyrosela neodoxa (Meyrick, 1916)
- Porphyrosela teramni Vári, 1961